# Бкерке
Бкерке е манастир в гр. Джуния, Ливан, намиращ се на около 10-на километра северно от столицата Бейрут.
Той е седалище на маронитския патриарх на Антиохия и средище на маронитската християнска общност в Ливан.
Манастирът е основан през 1703 г. През 1890 г. сградният комплекс на манастира е значително преустроен и разширен. Допълнителни по-малки преустройства претърпява през 1970 и 1982 г. През 1995 г. е изграден патриаршески архив, създадено е гробище за вечен покой на маронитските патриарси.
В близост до манастира, на около 2 км северно, се намира църквата за поклонение „Хариса“.